# Knížata (andělé)

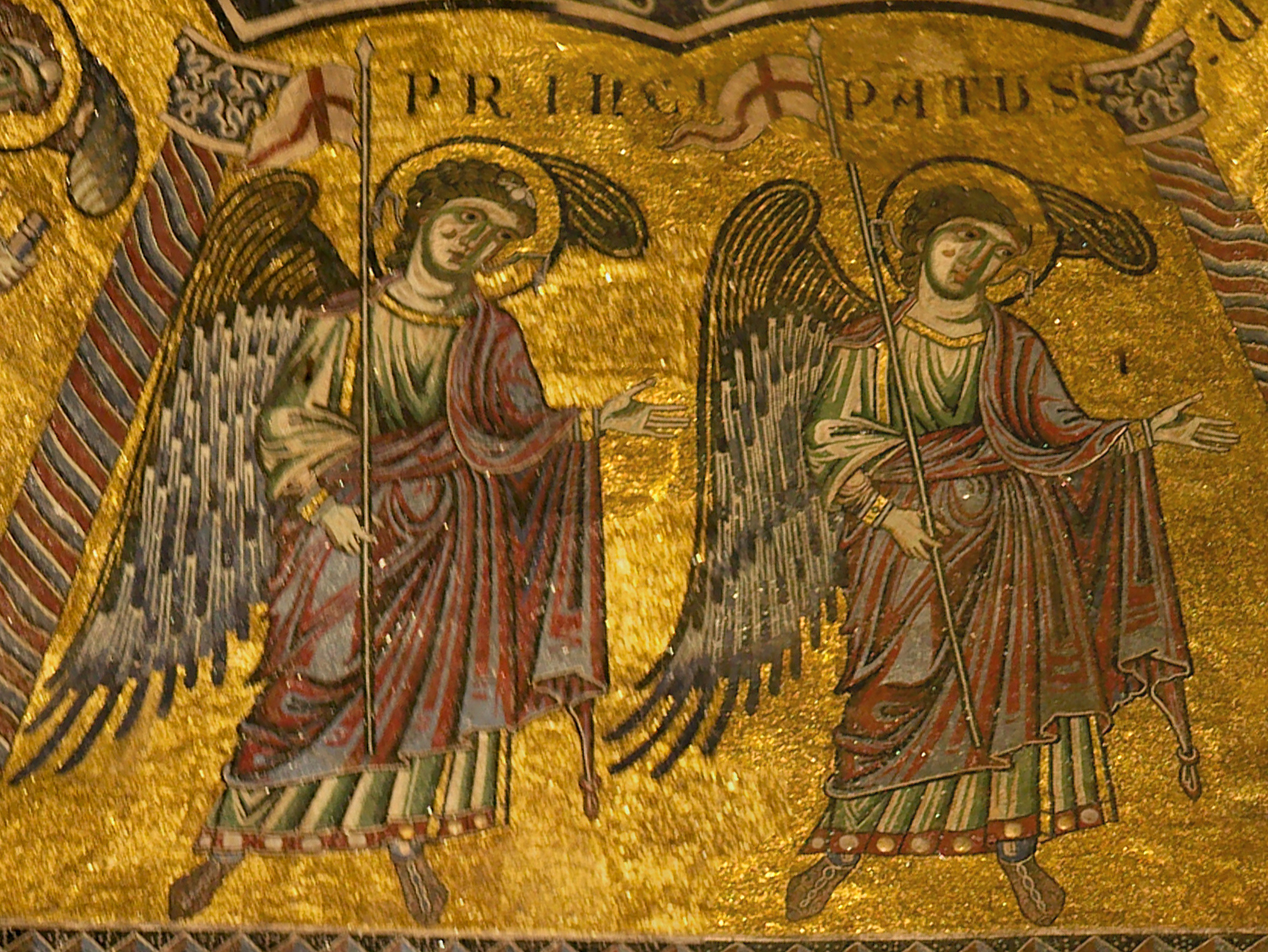
Knížata na mozaikách florentského baptisteria

Podle křesťanské angelologie založené na Dionýsiově klasifikaci jsou Knížata, řidčeji Knížectva (řecky Archai) řádem andělů patřícím do třetí hierarchie křesťanské tradice, která pod ně zahrnuje kategorii andělů a archandělů. Knížata jsou strážnými anděly času a historických epoch.

## Vlastnosti
|       | Hierarchie andělů podle Pseudo-Dionysia Areopagity              |                     |
| 9 8 7 | Serafové (lat. Seraphim) Cherubové (Cherubim) Trůny (Thronus)   | ANDĚLSKÁ HIERARCHIE |
| 6 5 4 | Panstva (Dominationes) Síly (Virtutes) Mocnosti (Potestates)    | ANDĚLSKÁ HIERARCHIE |
| 3 2 1 | Knížata (Principatus) Archandělé (Archangelus) Andělé (Angelus) | ANDĚLSKÁ HIERARCHIE |
|       |                                                                 |                     |
| 6 5 4 | Biskupové Kněží Jáhni                                           | CÍRKEVNÍ HIERARCHIE |
| 3 2 1 | Zasvěcené osoby Pokřtění křesťané Katechumeni                   | CÍRKEVNÍ HIERARCHIE |

| „ | Vy, kteří se pohybujete ve třetím nebi, Slyšte úvahy, které jsou v mém srdci Které nevím, jak jiným říci, tak se mi zdá nové. Nebe, jež následuje po tvé statečnosti, Něžná stvoření, jimiž jste. Táhne mě do stavu, v němž se nacházím. (Dante Alighieri, Convivio, traktát II., canzone prima) | “ |

Podle nejstarších literárních a sapienciálních tradic působí Knížata z oběžné dráhy Venuše. Andělské bytosti připomínající světelné paprsky se nacházejí mimo skupinu archandělů. Jsou to duchové dějin a času, strážci národů a krajů a všeho, co se týká jejich problémů a událostí, včetně politiky, vojenských záležitostí, obchodu a podnikání. Jedním z jejich úkolů je vybírat, kdo z lidstva může v daném období převzít vůdčí roli, nebo inspirovat zrod nových myšlenek či vynálezů, které mohou poznamenat určitou epochu.
Pavel používá termín „knížatstva“ ve svých listech Kolosanům a Efezanům. V Božské komedii je nebe, v němž sídlí knížectví, obýváno milujícími duchy, kterým Dante říká:
„Obracíme se s nebeskými knížaty

jednoho otáčení a jedné žízně,

jimž jsi o světě již řekl:

Vy, kteří se pohybujete na třetím nebi;

jsouce tak plni lásky, aby potěšili,

trochu ticha nebude méně sladké“

(Božská komedie, Ráj, VIII., 34–39)
„Nebeská knížata“ jsou Knížata, jimž Dante věnoval svou píseň v Convivio, v jejímž komentáři upřesnil, že v ní ,míním jisté Inteligence, nebo vpravdě, běžněji řečeno, bychom řekli Anděly, kteří jsou v obratu na obloze Venuše, jako její hybateléʻ. Každý chór andělů má totiž na starosti pohyb příslušné planety.

## Duchové osobnosti
V ezoterické perspektivě antroposofie Rudolfa Steinera sice archandělé přispívají k rozvoji lidstva prostřednictvím pokroku národů, ale Knížata, alternativně nazývaná „duchové osobností“, také zajišťují, aby každá epocha měla svůj podíl na celkovém vývoji lidstva, což vede k tomu, že každý národ prožívá svou vlastní renesanci, osvícení atd. Předsedají historickým cyklům, z nichž každý trvá přibližně 300 let, a dávají archandělům, svým podřízeným, konkrétní vývojové příkazy.
Člověk, který původně žil pouze jako člen kmenového společenství, je tak vyzýván k tomu, aby si prostřednictvím své práce stále více uvědomoval sám sebe jako autonomního jedince. Podle Adama Bittlestona „knížectví žijí v zářivém nadšení z toho, že se člověk probouzí ke svobodnému chápání a svobodě jednání.“ Tím, že si člověk uvědomuje vůdčí ideje své doby, povznáší se nad ně, ovládá je a činí je svými. Teprve když pochopí „poslání“ své doby, bude schopen najít správné místo k jeho svobodnému naplnění tím, že se nenechá unášet civilizačním pokrokem, ale přivlastní si ho, aby plně prožil osud, v němž se ocitl. Tím, že člověk používá zvyky a normy chování typické pro svou dobu jako prostředek k vyjádření své svobodné individuality, tj. jako hmotu, které dává formu, přispívá k samotnému vývoji ducha své doby.